# Grand Prix Formule 1 van Japan 2010

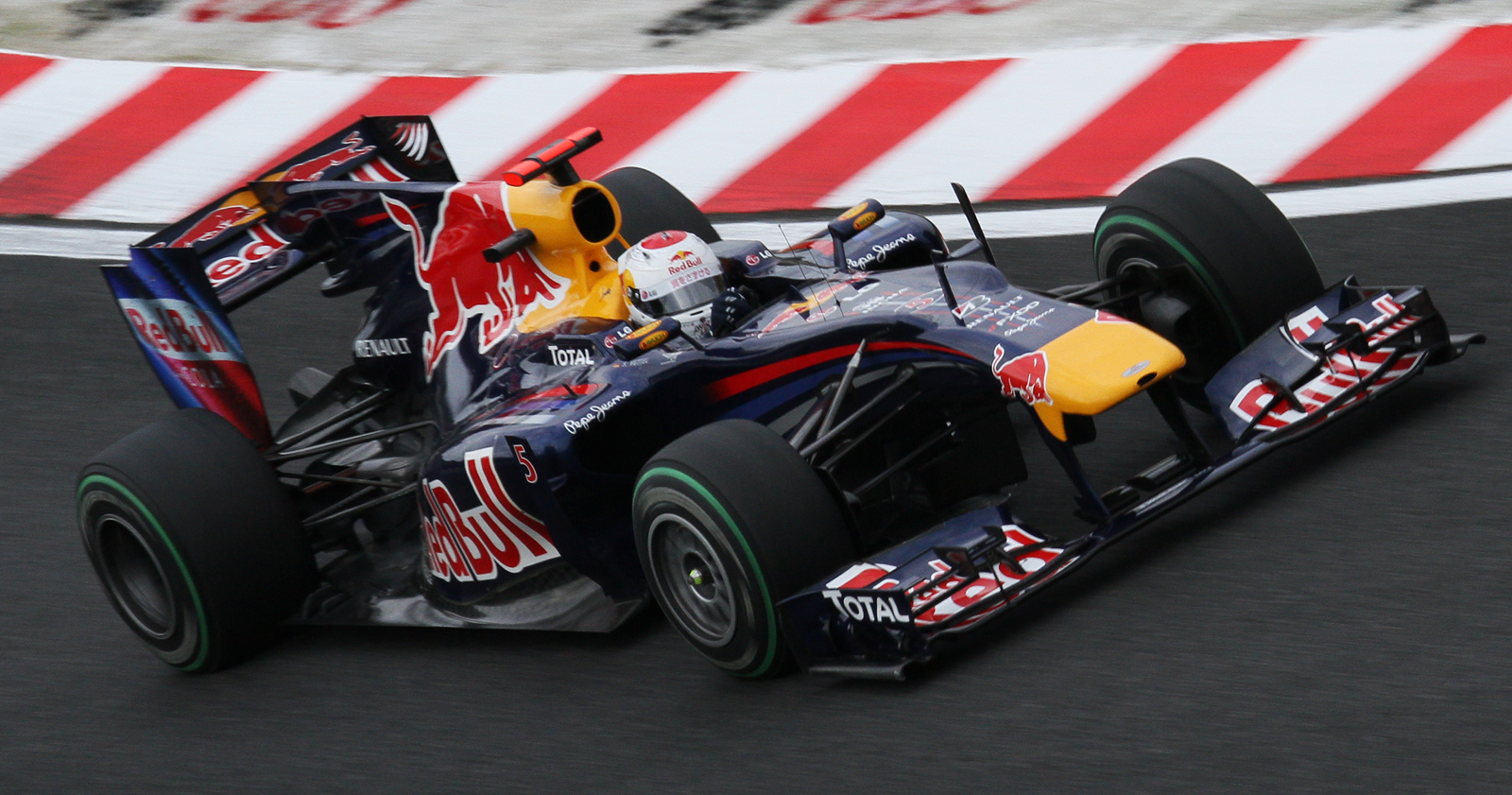
Het was alweer zeven races geleden dat Sebastian Vettel een GP had gewonnen, maar in Japan was hij oppermachtig en won hij.

De Grand Prix Formule 1 van Japan 2010 werd verreden op 10 oktober 2010. De race vond plaats op het Suzuka Circuit. Vanwege hevige regenval op de zaterdag werd de kwalificatie verplaatst naar de zondag; op de ochtend voor de race werd gekwalificeerd.
Tijdens de kwalificatietraining wist Sebastian Vettel zijn achtste poleposition van het seizoen te veroveren. De Duitser was zijn teamgenoot Mark Webber met acht duizendste van een seconde te snel af. Lewis Hamilton wist de derde tijd op de klokken te brengen, maar door een "grid-penalty" mocht Robert Kubica van de derde plaats vertrekken.
Vettel leidde de race van start tot finish. Teamgenoot Mark Webber werd tweede. Fernando Alonso wist zijn Ferrari naar de derde plaats te rijden.

## Kwalificatie
| Pos | No | Coureur            | Constructeur         | Q1       | Q2       | Q3       | Grid |
| --- | -- | ------------------ | -------------------- | -------- | -------- | -------- | ---- |
| 1   | 5  | Sebastian Vettel   | Red Bull-Renault     | 1:32.035 | 1:31.184 | 1:30.785 | 1    |
| 2   | 6  | Mark Webber        | Red Bull-Renault     | 1:32.476 | 1:31.241 | 1:30.853 | 2    |
| 3   | 2  | Lewis Hamilton     | McLaren-Mercedes     | 1:32.809 | 1:31.523 | 1:31.169 | 8    |
| 4   | 11 | Robert Kubica      | Renault              | 1:32.808 | 1:32.042 | 1:31.231 | 3    |
| 5   | 8  | Fernando Alonso    | Ferrari              | 1:32.555 | 1:31.819 | 1:31.352 | 4    |
| 6   | 1  | Jenson Button      | McLaren-Mercedes     | 1:32.636 | 1:31.763 | 1:31.378 | 5    |
| 7   | 4  | Nico Rosberg       | Mercedes             | 1:32.238 | 1:31.886 | 1:31.494 | 6    |
| 8   | 9  | Rubens Barrichello | Williams-Cosworth    | 1:32.361 | 1:31.874 | 1:31.535 | 7    |
| 9   | 10 | Nico Hülkenberg    | Williams-Cosworth    | 1:32.211 | 1:31.926 | 1:31.559 | 9    |
| 10  | 3  | Michael Schumacher | Mercedes             | 1:32.513 | 1:32.073 | 1:31.846 | 10   |
| 11  | 22 | Nick Heidfeld      | BMW Sauber-Ferrari   | 1:33.011 | 1:32.187 |          | 11   |
| 12  | 7  | Felipe Massa       | Ferrari              | 1:32.721 | 1:32.321 |          | 12   |
| 13  | 12 | Vitaly Petrov      | Renault              | 1:32.849 | 1:32.422 |          | 13   |
| 14  | 23 | Kamui Kobayashi    | BMW Sauber-Ferrari   | 1:32.783 | 1:32.427 |          | 14   |
| 15  | 14 | Adrian Sutil       | Force India-Mercedes | 1:33.186 | 1:32.659 |          | 15   |
| 16  | 17 | Jaime Alguersuari  | Toro Rosso-Ferrari   | 1:33.471 | 1:33.071 |          | 16   |
| 17  | 15 | Vitantonio Liuzzi  | Force India-Mercedes | 1:33.216 | 1:33.154 |          | 17   |
| 18  | 16 | Sébastien Buemi    | Toro Rosso-Ferrari   | 1:33.568 |          |          | 18   |
| 19  | 18 | Jarno Trulli       | Lotus-Cosworth       | 1:35.346 |          |          | 19   |
| 20  | 19 | Heikki Kovalainen  | Lotus-Cosworth       | 1:35.464 |          |          | 20   |
| 21  | 25 | Lucas di Grassi    | Virgin-Cosworth      | 1:36.265 |          |          | DNS  |
| 22  | 24 | Timo Glock         | Virgin-Cosworth      | 1:36.332 |          |          | 22   |
| 23  | 21 | Bruno Senna        | HRT-Cosworth         | 1:37.270 |          |          | 23   |
| 24  | 20 | Sakon Yamamoto     | HRT-Cosworth         | 1:37.365 |          |          | 24   |

## Race
| Pos | No | Coureur            | Constructeur         | Ronden | Verschil/Oorzaak uitval | Grid | Punten |
| --- | -- | ------------------ | -------------------- | ------ | ----------------------- | ---- | ------ |
| 1   | 5  | Sebastian Vettel   | Red Bull-Renault     | 53     | 1:30:27.323             | 1    | 25     |
| 2   | 6  | Mark Webber        | Red Bull-Renault     | 53     | +0.905                  | 2    | 18     |
| 3   | 8  | Fernando Alonso    | Ferrari              | 53     | +2.721                  | 4    | 15     |
| 4   | 1  | Jenson Button      | McLaren-Mercedes     | 53     | +13.522                 | 5    | 12     |
| 5   | 2  | Lewis Hamilton     | McLaren-Mercedes     | 53     | +39.595                 | 8    | 10     |
| 6   | 3  | Michael Schumacher | Mercedes             | 53     | +59.933                 | 10   | 8      |
| 7   | 23 | Kamui Kobayashi    | BMW Sauber-Ferrari   | 53     | +1:04.038               | 14   | 6      |
| 8   | 22 | Nick Heidfeld      | BMW Sauber-Ferrari   | 53     | +1:09.648               | 11   | 4      |
| 9   | 9  | Rubens Barrichello | Williams-Cosworth    | 53     | +1:10.846               | 7    | 2      |
| 10  | 16 | Sébastien Buemi    | Toro Rosso-Ferrari   | 53     | +1:12.804               | 18   | 1      |
| 11  | 17 | Jaime Alguersuari  | Toro Rosso-Ferrari   | 52     | +1 ronde                | 16   |        |
| 12  | 19 | Heikki Kovalainen  | Lotus-Cosworth       | 52     | +1 ronde                | 20   |        |
| 13  | 18 | Jarno Trulli       | Lotus-Cosworth       | 51     | +2 ronden               | 19   |        |
| 14  | 24 | Timo Glock         | Virgin-Cosworth      | 51     | +2 ronden               | 22   |        |
| 15  | 21 | Bruno Senna        | HRT-Cosworth         | 51     | +2 ronden               | 23   |        |
| 16  | 20 | Sakon Yamamoto     | HRT-Cosworth         | 50     | +3 ronden               | 24   |        |
| 17  | 4  | Nico Rosberg       | Mercedes             | 47     | Verloren wiel           | 6    |        |
| DNF | 14 | Adrian Sutil       | Force India-Mercedes | 44     | Motor                   | 15   |        |
| DNF | 11 | Robert Kubica      | Renault              | 2      | Verloren wiel           | 3    |        |
| DNF | 10 | Nico Hülkenberg    | Williams-Cosworth    | 0      | Ongeval                 | 9    |        |
| DNF | 7  | Felipe Massa       | Ferrari              | 0      | Ongeval                 | 12   |        |
| DNF | 12 | Vitaly Petrov      | Renault              | 0      | Ongeval                 | 13   |        |
| DNF | 15 | Vitantonio Liuzzi  | Force India-Mercedes | 0      | Ongeval                 | 17   |        |
| DNS | 25 | Lucas di Grassi    | Virgin-Cosworth      | 0      | Ongeval                 | 21   |        |

## Noot
- Dit was de driehonderdste Grand Prix-start voor Rubens Barrichello. Hiermee was Barrichello de eerste coureur in de Formule 1-geschiedenis die minstens 300 Grands Prix had gereden.

1976 · 1977 · 1987 · 1988 · 1989 · 1990 · 1991 · 1992 · 1993 · 1994 · 1995 · 1996 · 1997 · 1998 · 1999 · 2000 · 2001 · 2002 · 2003 · 2004 · 2005 · 2006 · 2007 · 2008 · 2009 · 2010 · 2011 · 2012 · 2013 · 2014 · 2015 · 2016 · 2017 · 2018 · 2019 · 2022 · 2023 · 2024 · 2025